# Mareuil (Charente)
Mareuil – miejscowość i gmina we Francji, w regionie Nowa Akwitania, w departamencie Charente.
Według danych na rok 1990 gminę zamieszkiwało 360 osób, a gęstość zaludnienia wynosiła 31 osób/km² (wśród 1467 gmin regionu Poitou-Charentes Mareuil plasuje się na 662. miejscu pod względem liczby ludności, natomiast pod względem powierzchni na miejscu 749.).